# Andy Beshear
Andrew Graham Beshear (* 29. listopadu 1977 Louisville, Kentucky) je americký politik, od prosince 2019 guvernér státu Kentucky. Mezi lety 2016 až 2019 byl generálním prokurátorem tohoto státu. 
Poprvé byl zvolen guvernérem v roce 2019, když o pouhých 5 tisíc hlasů (tj. 0,36 %) porazil kandidáta Republikánské strany a dosavadního guvernéra státu Matta Bevina. V roce 2023 pak mandát obhájil, když s rozdílem 5 % hlasů porazil ve volbách Republikána Daniela Camerona.
Od roku 2006 je ženatý, má dvě děti.